# Tonight Alive
Tonight Alive é uma banda de pop punk de Sydney, Austrália. Seus cinco integrantes já são amigos há muito tempo, o que fortalece o trabalho da banda. Seu álbum de estreia intitulado All Shapes & Disguises, de edição limitada a 20.000 cópias, foi lançado em junho de 2010 na Austrália e Japão.
A banda começou em 2009, como a maioria das bandas, tocando os seus covers e aos poucos criando suas músicas. Ainda em 2009, eles lançaram suas duas primeiras músicas oficiais, Wasting Away (que seria o 1.º single da banda) e To Die For..., onde já conseguiram um certo número de fãs. Aos poucos mais músicas iam saindo, e mais fãs eles conquistavam. Com o lançamento do All Shapes & Disguises, junto com o videoclipe de Wasting Away, começaram a conquistar fãs em vários países do mundo.
Em novembro de 2010, a banda lançou um EP intitulado Consider This, que continha apenas 3 músicas. Já em 2011, a banda foi contratada pela gravadora Sony, e foi para os EUA gravar um CD, com produção de Mark Trombino (que já produziu bandas como o blink-182). Durante o ano de 2011, a banda lançou 3 videoclipes de músicas presentes no álbum lançado em 14 de outubro de 2011, intitulado What Are You So Scared Of?. Os vídeos são das faixas Breaking & Entering, Starlight e Let It Land. A banda também tocou no festival Bamboozle no ano de 2011. Em setembro de 2013, a banda lançou um novo álbum, intitulado The Other Side. Em 2016, eles lançaram o álbum Limitless. Em 2018, lançaram o álbum Underworld.

## História

### Formação (2008)
O guitarrista Jake Hardy e o baixista Cameron Adler já tinham um projeto de rock existente fazendo covers de outras bandas. Mais tarde, eles conheceram Whakaio Taahi através de amigos em comum e pediram que ele participasse do teclado e da guitarra.
Jenna McDougall estava escrevendo sua própria música acústica na época, e o Cameron a ajudou a gravar e produzir uma demo. Depois que a demo terminou, Adler deu a McDougall uma música que a banda havia escrito e pediu que ela gravasse seus vocais. Em 31 de maio de 2008, um dia antes de seu 16º aniversário, McDougall se juntou como vocalista, formando a primeira versão da banda.
Com shows agendados e sem nome de banda, a banda se reuniu e cortou as palavras que eles pensavam descrever os meios de subsistência e a banda, criando o nome Tonight Alive.
Após o primeiro ano, a banda perdeu o baterista original. Matt Best, um amigo do ensino médio de Taahi, se juntou depois de descobrir que eles precisavam de um baterista. Best viajou de três a quatro horas para praticar com a banda.
A banda começou a se destacar, abrindo para bandas de metal, tocando em pequenos shows do tipo festival e passando bastante tempo tocando em shows locais em centros juvenis da região de Sydney.

### All Shapes & DisguiseseConsider This EP(2009−10)
Em 2009, a banda entrou no estúdio para gravar seu primeiro EP, All Shapes & Disguises, com o produtor Greg Stace e o produtor Dave Petrovic, lançado em junho de 2010, com o videoclipe e o single de estréia "Wasting Away" no mesmo mês. McDougall ainda estava na escola na época. Ela tirou uma folga da escola para gravar e seus pais cobriram sua parte do custo para alugar um espaço no estúdio - um fato que os caras continuam a provocá-la.
A música "Closer" foi apresentada na sexta temporada do reality show americano The Hills.
Em novembro de 2010, a banda lançou um EP de três faixas, Consider This, antes de iniciar uma turnê nacional com a banda australiana Sienna Skies.

### What Are You So Scared Of?(2011−12)
Depois de ser notado por algumas grandes gravadoras, Tonight Alive foi convidado a tocar um showcase. Apesar dos dois guitarristas, Taahi e Hardy, tocarem cada um na primeira música, a banda foi contratada de qualquer maneira.
No final de 2010, uma demo do novo material do Tonight Alive chegou à mesa do produtor Mark Trombino. Ele então entrou em contato com a banda, querendo participar da produção do seu primeiro álbum. 
"Ele entrou em contato conosco e disse que estava interessado, foi um grande negócio", disse Jenna. "Não podíamos acreditar que ele se destacaria assim. Ele é incrível. Mark criou os álbuns que todos crescemos ouvindo - os álbuns que lançaram as carreiras de todas essas grandes bandas".
Nos primeiros meses de 2011, o Tonight Alive voou para Los Angeles e gravou seu álbum de estréia no NRG Studios por dois meses. 
A banda também tocou sua turnê australiana de 2011 com bandas de apoio como Skyway e For This Cause.
A música "To Die For", originalmente do primeiro EP da banda All Shapes & Disguises e "Thank You and Goodnight", originalmente do segundo EP da banda Consider This, foi regravada neste disco. "Thank You & Goodnight" apresenta vocais de Mark Hoppus, do Blink-182. 

### The Other Side(2013−14)
Tonight Alive lançou um single chamado "Breakdown" em 12 de março de 2013, com Benji Madden, do Good Charlotte. A banda gravou seu próximo álbum, The Other Side, em Coffs Harbour, Austrália, que foi lançado em 6 de setembro de 2013 pela Sony e pela Fearless Records. O primeiro single é "The Ocean", que estreou na Radio 1 no Reino Unido em 11 de julho para coincidir com o anúncio do álbum. "The Ocean" foi lançado no iTunes em 22 de julho. Um teaser para o próximo single da banda, "Lonely Girl", foi lançado em 24 de julho. O single foi totalmente lançado mais tarde naquela noite. Um videoclipe foi lançado em 15 de agosto. A faixa "Come Home" foi lançada como single no final de setembro, junto com o videoclipe no canal Vevo da banda.
Tonight Alive viajou pelos EUA como parte da Vans Warped Tour de 2013. Eles tocaram algumas datas na Austrália antes de fazer uma turnê novamente em apoio ao novo álbum, junto com dois shows acústicos do Rolling Stone Live Lodge.  Eles também fizeram parte da formação da Warped Tour Australia em novembro de 2013. 
Eles então fizeram a turnê The Other Side para promover seu novo álbum na Austrália e depois nos EUA, tocando com The Downtown Fiction, For the Foxes e Echosmith. A turnê terminou em 23 de novembro.
A banda anunciou em meados de dezembro que apoiaria o All Time Low em sua turnê A Love like War: UK. Foi anunciado no final de janeiro de 2014 que a banda apoiaria o Taking Back Sunday e o The Used em sua turnê norte-americana. A turnê começou em março de 2014.
Tonight Alive contribuiu com a música original "The Edge" para o filme da Sony e da Marvel, The Amazing Spider-Man 2, e foi apresentada na edição de luxo da trilha sonora na Austrália, Nova Zelândia, Reino Unido e Irlanda. Eles fizeram uma turnê com o Mayday Parade, PVRIS e Major League. Eles também tocaram The Other Side na sua totalidade enquanto estavam em turnê no Reino Unido.

### Limitless(2015–16)
Em janeiro, foi anunciado que a banda apoiaria o All Time Low em sua próxima turnê de primavera com o Issues e o State Champs. 
A banda começou a trabalhar em seu terceiro álbum em março de 2015, com o produtor David Bendeth . Eles tocaram no Soundwave 2015 na Austrália. Eles divulgaram um comunicado em abril cancelando dois shows nos EUA devido ao baterista Matt, necessitar de cirurgia para tendinose.  Tonight Alive concluiu o trabalho em seu terceiro álbum em julho de 2015.
Em 30 de outubro de 2015, a banda anunciou que seu terceiro álbum de estúdio, Limitless, seria lançado em 4 de março de 2016 . O anúncio coincidiu com o lançamento do primeiro single, "Human Interaction". Em 21 de novembro, a banda lançou o segundo single do Limitless, intitulado "To Be Free". A banda lançou "Drive" no Spotify em 11 de dezembro e o disponibilizou com pré-encomendas para o álbum. 
O terceiro single, "How Does It Feel?", e seu videoclipe foram lançados em 12 de janeiro de 2016. 

### Mudança de gravadora, despedida do Whakaio eUnderworld(2017-2018)
Em 3 de abril de 2017, o grupo anunciou que havia assinado com a Hopeless Records e a UNFD  e lançou um single independente, "World Away". A banda gravou material para um novo álbum na Tailândia com Dave Petrovic em julho de 2017. Em 16 de outubro eles lançaram um single, "Temple"  e anunciaram seu quarto álbum, Underworld. O anúncio também coincidiu com o anúncio de que Whakaio havia deixado o grupo após o término da produção do Underworld, citando sua decisão de continuar sua carreira de compositor e produtor.  Os membros restantes embarcaram em uma turnê australiana em novembro de 2017, como um quarteto.
Em 11 de dezembro de 2017, o grupo lançou "Crack My Heart"  como o segundo single do Underworld, enquanto em 4 de janeiro de 2018, o terceiro single, "Disappear", com Lynn Gunn, da PVRIS, foi lançado.  O álbum foi lançado em 12 de janeiro pela UNFD na Austrália e pela Hopeless Records internacionalmente.

### Pausa na turnê (2018-presente)
Em dezembro de 2018, depois de se apresentar no festival Good Things, a banda anunciou que estava em um hiato de turnê internacional e cancelou sua próxima turnê nos EUA, a fim de "abordar e priorizar" sua "saúde mental e física". O anúncio veio depois que um segurança de 46 anos morreu no concerto em Sydney 

## Estilo Musical
Tonight Alive são descritos como pop punk,  pop rock,   power pop,  rock alternativo  e emo  por fontes musicais. A banda é frequentemente comparada à outra banda de rock alternativo/pop punk Paramore.   Com relação à comparação, o guitarrista Whakaio Taahi afirmou: "As pessoas vão comparar, é da natureza humana, mas na verdade não deixamos isso nos afetar. Nós apenas fazemos o que gostamos de fazer e esperamos que as pessoas gostem". 

## Discografia
- All Shapes & Disguises (2010)
- Consider This (EP) (2010)
- What Are You So Scared Of? (2011)
- The Other Side (2013)
- Limitless (2016)
- Underworld (2018)

## Integrantes
- Jenna McDougall - Vocal
- Cameron Adler - Baixo
- Jake Hardy - Guitarra Solo
- Matt Best - Bateria

### Ex-integrantes
- Whakaio - Guitarra Base

## Videografia
- Wasting Away (2010)
- Breaking & Entering (2011)
- Starlight (2011)
- Let it land (2011)
- Breakdown (2013)
- Lonely Girl (2013)
- Come Home (2013)
- The Edge (2014)
- Human Interaction (2015)
- How does it feel? (2016)
- Drive (2016)
- World Away (2017)
- Temple (2017)
- Crack My Heart (2017)
- Disappear feat. Lynn Gunn (2018)